# Team Nyt Syn by Fialla
Team Nyt Syn by Fialla — датская команда по шоссейному велоспорту, основанная в 2021 году на базе велоклуба Cykling Odense и имеющая статус элитной команды велоспортивного союза Дании (DCU) с 2022 года.
В 2022 году существовали как мужская так и женская элитная команда, однако в 2023 году элитная команда DCU была зарегистрирована только среди женщин.
Начиная с 2024 года команда состояла из юниорских команд DCU среди мужчин и среди женщин.

## Сезон 2025
Женщины-юниоры
| Состав 2025               | Состав 2025     | Состав 2025                | Состав 2025 |
| Гонщик                    | Дата рождения   | Предыдущая команда         |             |
| ------------------------- | --------------- | -------------------------- | ----------- |
| Ида Дам Фиалла            | 13 августа 2008 | Cykling Odense (2024)      |             |
| Клара Шлютер              | 27 июля 2007    | Roskilde Cykle Ring (2023) |             |
| Альма Расмуссен           | 30 марта 2007   | Odder Cykel Klub (2023)    |             |
| Сельма Вехберг            | 28 августа 2007 | Cykling Odense (2023)      |             |
| Милле Фольдагер Нильсен   | 7 июля 2007     | Solbjerg IF MTB (2023)     |             |
|                           |                 |                            |             |
| Источник: ProCyclingStats |                 |                            |             |

| 17 май | Danish National Road Race Championships - Women U19 ITT | CN | Ида Дам Фиалла |
| 29 июн | Чемпионат Дании - групповая гонка U19                   | CN | Ида Дам Фиалла |

Мужчины-юниоры
| Состав 2025               | Состав 2025     | Состав 2025               | Состав 2025 |
| Гонщик                    | Дата рождения   | Предыдущая команда        |             |
| ------------------------- | --------------- | ------------------------- | ----------- |
| Тобиас Бахн               | 30 июля 2007    | Cykling Odense (2023)     |             |
| Йоханн Бюнгер             | 23 августа 2007 | Cykling Odense (2023)     |             |
| Лаурис Кудск              | 2008            |                           |             |
| Филлип Вейсгор Вестерагер | 25 апреля 2008  | Cykling Odense (2024)     |             |
| Ями Колеман               | 13 февраля 2007 | Cykling Odense (2023)     |             |
| Якоб Далстрём Винтер      | 5 июля 2008     | Esbjerg Cykle Ring (2024) |             |
|                           |                 |                           |             |
| Источник: ProCyclingStats |                 |                           |             |

| Победы | Победы | Победы | Победы     | Победы | Победы |
| Дата   | Гонка  | Кат.   | Победитель |        |        |
| ------ | ------ | ------ | ---------- | ------ | ------ |

## Предыдущие сезоны
Женщины-юниоры
| Состав 2024               | Состав 2024     | Состав 2024                | Состав 2024 |
| Гонщик                    | Дата рождения   | Предыдущая команда         |             |
| ------------------------- | --------------- | -------------------------- | ----------- |
| Альма Расмуссен           | 30 марта 2007   | Odder Cykel Klub (2023)    |             |
| Клара Шлютер              | 27 июля 2007    | Roskilde Cykle Ring (2023) |             |
| Сельма Вехберг            | 28 августа 2007 | Cykling Odense (2023)      |             |
| Милле Фольдагер Нильсен   | 7 июля 2007     | Solbjerg IF MTB (2023)     |             |
|                           |                 |                            |             |
| Источник: ProCyclingStats |                 |                            |             |

| 23 июн | Чемпионат Дании - групповая гонка U19 | CN | Альма Расмуссен |

Мужчины-юниоры
| Состав 2024               | Состав 2024     | Состав 2024           | Состав 2024 |
| Гонщик                    | Дата рождения   | Предыдущая команда    |             |
| ------------------------- | --------------- | --------------------- | ----------- |
| Тобиас Бахн               | 30 июля 2007    | Cykling Odense (2023) |             |
| Йоханн Бюнгер             | 23 августа 2007 | Cykling Odense (2023) |             |
| Ями Колеман               | 13 февраля 2007 | Cykling Odense (2023) |             |
| Сигурд Стордал Филипсен   | 12 июня 2006    | Cykling Odense (2023) |             |
|                           |                 |                       |             |
| Источник: ProCyclingStats |                 |                       |             |

| Победы | Победы | Победы | Победы     | Победы | Победы |
| Дата   | Гонка  | Кат.   | Победитель |        |        |
| ------ | ------ | ------ | ---------- | ------ | ------ |

Женщины
| Состав 2023               | Состав 2023    | Состав 2023           | Состав 2023 |
| Гонщик                    | Дата рождения  | Предыдущая команда    |             |
| ------------------------- | -------------- | --------------------- | ----------- |
| Матильде Нёдсков Агуирре  | 26 января 1997 | Cykling Odense (2022) |             |
| Миа Софи Рютцу            | 20 июля 1999   | Cykling Odense (2021) |             |
| Аника Расмуссен           | 18 ноября 1996 | Cykling Odense (2022) |             |
| Клара Вестергор           | 31 мая 2003    | Cykling Odense (2022) |             |
|                           |                |                       |             |
| Источник: ProCyclingStats |                |                       |             |

| Победы | Победы | Победы | Победы     | Победы | Победы |
| Дата   | Гонка  | Кат.   | Победитель |        |        |
| ------ | ------ | ------ | ---------- | ------ | ------ |

Мужчины
| Состав 2022               | Состав 2022     | Состав 2022                     | Состав 2022 |
| Гонщик                    | Дата рождения   | Предыдущая команда              |             |
| ------------------------- | --------------- | ------------------------------- | ----------- |
| Эмиль Тённесен            | 9 октября 1993  | Cykling Odense (2021)           |             |
| Расмус Лунд Педерсен      | 9 июля 1998     | Restaurant Suri-Carl Ras (2021) |             |
| Кристиан Бахр             | 12 ноября 1999  | Holdsworth Zappi RT (2021)      |             |
| Арне Биркемосе            | 24 октября 1998 | IBT-BH Carl Ras (2021)          |             |
| Бьёрн Андреассен          | 27 декабря 2001 | Cykling Odense (2021)           |             |
| Ян Милленниум             | 17 февраля 2001 | Cykling Odense (2021)           |             |
| Андерс Фюнбо              | 3 июня 1996     | Spellman Dublin Port (2022)     |             |
| Силас Болунд Фалькё       | 25 октября 2001 | Cykling Odense (2021)           |             |
| Карл-Эрик Розендаль       | 1 мая 2001      | Cykling Odense (2021)           |             |
|                           |                 |                                 |             |
| Источник: ProCyclingStats |                 |                                 |             |

| Победы | Победы | Победы | Победы     | Победы | Победы |
| Дата   | Гонка  | Кат.   | Победитель |        |        |
| ------ | ------ | ------ | ---------- | ------ | ------ |

Женщины
| Состав 2022                   | Состав 2022    | Состав 2022                               | Состав 2022 |
| Гонщик                        | Дата рождения  | Предыдущая команда                        |             |
| ----------------------------- | -------------- | ----------------------------------------- | ----------- |
| Каролине Хеммсен              | 26 июля 1988   | Cykling Odense (2021)                     |             |
| Кирстине Мунк (16 июн–31 дек) | 2 февраля 1996 | Arbejdernes Bicycle Club København (2022) |             |
| Миа Софи Рютцу                | 20 июля 1999   | Cykling Odense (2021)                     |             |
| Юлие Гаумитс Сторм            | 24 апреля 1996 | Cykling Odense (2021)                     |             |
| Ида Мекленборг Крум           | 21 марта 2004  | Give Cykelklub (2021)                     |             |
|                               |                |                                           |             |
| Источник: ProCyclingStats     |                |                                           |             |

| Победы | Победы | Победы | Победы     | Победы | Победы |
| Дата   | Гонка  | Кат.   | Победитель |        |        |
| ------ | ------ | ------ | ---------- | ------ | ------ |